# Beşköy, Köprübaşı
Beşköy là một thị trấn thuộc huyện Köprübaşı, tỉnh Trabzon, Thổ Nhĩ Kỳ. Dân số thời điểm năm 2011 là 2.162 người.